# Bella Galhos
Isabel Antonia da Costa Galhos (Timor Portuguès, 1972) és una exactivista per la independència de Timor Oriental durant l'ocupació indonèsia del país. Des de l'assoliment de la independència nacional l'any 2002 ha estat traductora, assessora presidencial, ecologista, activista pels drets humans i pels drets de les persones LGTB.

## Infància
Galhos va néixer l'any 1972 al Timor portuguès i va ser la gran d'una família de 8 germans. Després de la invasió indonèsia de Timor Oriental el 1975, l'exèrcit va capturar el seu pare i els seus germans. Sota el pretext que era una nena amb un caràcter "molt masculí i dominant" va ser venuda a un soldat pel preu de 50.000 rúpies (uns cinc dòlars) quan només tenia quatre anys. Durant el seu captiveri li van injectar un medicament de contracepció que la va deixar estèril. Finalment, va poder tornar a la família i la seva mare va lluitar per divorciar-se del seu pare, que la sotmetia a violència física.

## Activisme independentista
Amb 16 anys Galhos es va unir al moviment independentista timorès i va passar la seva adolescència lluitant per l'alliberament nacional.
L'any 1991 alguns dels seus companys i amics van ser capturats i assassinats a la massacre de Santa Cruz organitzada per Constâncio Pinto el 12 de novembre de 1991 després de la protesta pacífica durant el funeral d'un jove activista timorès. La violència militar va causar 270 morts. Bella Galhos va aconseguir escapar i va decidir que només podria continuar lluitant per la independència fora del país. Malauradament, la nacionalitat timoresa l'impedia abandonar el país, així que va planificar la seva fugida a través de l'allistament a l'exèrcit indonesi.
Durant tres anys va mantenir una doble vida com a activista i militar. Donava suport obertament al govern indonesi, però també mantenia el seu enllaç amb la resistència clandestina compartint informació i abastint amb menjar i medicines als guerrillers de les muntanyes. En aquest temps va patir tota mena de violència física i sexual per provar la seva lleialtat al nou règim.
L'any 1994 el govern militar la va enviar com a representant proindonèsia al Canada World Youth Exchange, un programa d'intercanvi del Canadà. Una vegada va arribar al seu nou destí Bella va desertar i va aconseguir l'estatus d'asilada. A partir d'aleshores va passar els següents sis anys informant de la situació a Timor Oriental i donant suport a les accions de la resistència des de l'exili.
Galho va alçar-se com a activista prominent i gran oradora. Va esdevenir un símbol del moviment de solidaritat internacional en suport de la independència de Timor Oriental. Durant els seus discursos sovint destacava la violació de dos drets humans fonamentals de les dones est-timoreses: l'esterilització de dones i noies per part del govern militar i la prevalença de la violència sexual.
L'any 1996, Benjamin Parwoto, l'ambaixador d'Indonèsia al Canadà, va demanar-li a la mare de Galhos que fes callar a la seva filla. L'esdeveniment va provocar una protesta pública i el Departament d'Afers Exteriors del Canadà va increpar l'ambaixador.
El 1997 Bella Galho va fer una presentació davant del Comitè Especial de l'ONU per la Decolonització amb el suport de l'organització East Timor Alert Network. A la seva exposició va explicar la seva història i va sol·licitar a l'Assemblea General de les Nacions Unides el reconeixement de Timor Oriental i l'embargament internacional de les armes a Indonèsia si persistia en l'ocupació il·legal del seu país.
L'any 1998 va poder parlar sobre la situació al seu país a la Second International Women’s Conference against the Asia Pacifc Economic Cooperation el 1998. Va ser una de les quatre dones timoreses que va anar a la conferència i va oferir un discurs sobre els drets humans i, particularment, sobre la «realitat del genocidi» que estaven vivint els timoresos sota el govern militat indonesi.

## Carrera professional després de la independència
Després de l'alliberament de Timor Oriental el 1999, Bella Galho va tornar al país com a treballadora de l'ONU per reconstruir el país, que patia una greu crisi després de cinc segles d'ocupació colonial. Per tal d'entendre millor la millor manera de posar les bases del seu país, Bella es va matricular a la Universitat de Hawaii per estudiar Psicologia. L'any 2012, Bella es va convertir en assessora del president Taur Matan Ruak.
Mentre mantenia la seva feina com a assessora, Galhos va fundar la Leubora Green Village a la ciutat de Maubisse i una escola anomenada Leubora Green School. La missió d'aquest centre és lluitar per la igualtat de drets de les dones a través de l'educació en l'ecologia i la creació de projectes com ara una cooperativa agrícola de dones i un restaurant de menjar orgànic.
Galhos també es una prominent activista pels drets LGTB a Timor Oriental. L'any 2016, durant la primera celebració de l'Orgull LGTB al país, va esdevenir la primera dona en presentar-se públicament com a bisexual. L'any 2017 va coorganitzar la manifestació de la primera manifestació de l'Orgull a Dili, que va reunir a 500 persones. Juntament amb la seva col·lega, Iram Saeed, va fundar l'organització Arcoíris, una entitat pels drets de les persones LGTB.

## Reconeixement
- Woman of Courage 1999 (National Action Committee on the Status of Women, Canadà).[10]
- UN Freedom and Human Rights Award 2003.[10]
- Earth Company Impact Hero 2015.[11]
- Premi Dalai Lama's Unsung Hero, 2017.[12]
- Llista de 100 dones de la BBC, 2023.[13]